# Juan Adolfo de Holstein-Gottorp
Juan Adolfo de Holstein-Gottorp (27 de febrero de 1575 - 31 de marzo de 1616), fue duque de Holstein-Gottorp.

Armas del duque Juan Adolfo de Holstein-Gottorp

## Vida
Fue el tercer hijo del Duque Adolfo de Holstein-Gottorp y su esposa Cristina de Hesse. Se convirtió en el primer Luterano en ser  Príncipe-Obispo de Lübeck (1586-1607) y Arzobispo luterano de la Bremen (1589-1596). Se convirtió en duque después de la muerte de sus dos hermanos mayores. Después de suceder a su padre en 1590 como duque gobernante de Bremen, renuncia a favor de su hermano menor Juan Federico de Schleswig-Holstein-Gottorp.

## Familia e hijos
Se casó el 30 de agosto de 1596 con la princesa Augusta de Dinamarca, hija del rey Federico II de Dinamarca. Ellos tuvieron los siguientes hijos:
1. Federico III de Holstein-Gottorp (22 de diciembre de 1597 - 10 de agosto de 1659).
2. Isabel Sofía (12 de octubre de 1599 - 25 de noviembre de 1627), se casó el 5 de marzo de 1621 con el duque Augusto de Sajonia-Lauenburgo
3. Adolfo (15 de septiembre de 1600 - 19 de septiembre de 1631).
4. Dorotea Augusta (12 de mayo de 1602 - 13 de marzo de 1682), se casó en 1633 con Joaquín Ernesto de Schleswig-Holstein-Sonderburg-Plön.
5. Eduviges (23 de diciembre de 1603 - 22 de marzo de 1657), se casó el 15 de julio de 1620 con Augusto, conde palatino de Sulzbach.
6. Ana (19 de diciembre de 1605 hasta 20 de marzo de 1623).
7. Juan (18 de marzo de 1606 hasta 21 de febrero de 1655).
8. Cristian, murió joven en 1609.